# اوتوی (ایولین)
اوتوی (به فرانسوی: Auteuil) یک کمون در فرانسه است که در ایولین واقع شده‌است. اوتوی ۴٫۴۰ کیلومتر مربع مساحت دارد ۱۳۰ متر بالاتر از سطح دریا واقع شده‌است.